# Hliðskjálf (mitologia)
Hliðskjálf (Lidskjalv) – w mitologii nordyckiej tron Odyna znajdujący się w Asgardzie, pozwalający mu zobaczyć, co dzieje się we wszystkich dziewięciu światach.